# Hans Bernsdorff
Hans Bernsdorff (vollständiger Name Hans Dorian Bernsdorff, * 11. April 1965 in Bad Oeynhausen) ist ein deutscher Klassischer Philologe.

## Leben
Hans Bernsdorff ist als Sohn des dort praktizierenden Allgemeinmediziners im Ortsteil Exter der westfälischen Stadt Vlotho aufgewachsen. Er besuchte das Friedrichs-Gymnasium Herford und studierte nach Abitur und Wehrdienst ab 1985 Klassische Philologie und Philosophie an der Georg-August-Universität Göttingen und wurde dort 1990 zum Dr. phil. promoviert. Seine Dissertation mit dem Titel Zur Rolle des Aussehens im homerischen Menschenbild wurde von Carl Joachim Classen betreut. Ab 1990 arbeitete Bernsdorff als Assistent am Göttinger Seminar für Klassische Philologie. im Jahr 1992/93 hielt er sich als Visiting Scholar an der University of Cambridge auf. Nach der Habilitation in Göttingen 1997 wurde er zum Oberassistenten ernannt. Im Sommersemester 2000 vertrat er den Göttinger Lehrstuhl für Gräzistik und im Sommersemester 2001 eine Professur für Latinistik der Universität Kiel. Zum 1. April 2002 erhielt Bernsdorff ein Heisenberg-Stipendium.
Zum Wintersemester 2002/03 nahm Bernsdorff einen Ruf der Universität Kiel zum C3-Professor für Lateinische Philologie an. Bereits nach einem Semester verließ er Kiel und wechselte als C4-Professur für Klassische Philologie (Schwerpunkt Latinistik) an die Goethe-Universität Frankfurt am Main, wo er seitdem in Lehre und Forschung tätig ist. Im Wintersemester 2010/11 war er Keeley Visiting Fellow am Wadham College der University of Oxford, im Sommersemester 2014 Visiting Fellow am dortigen All Souls College.
Bernsdorffs Forschungsarbeit umfasst große Teile der griechischen und lateinischen Literatur. Er beschäftigt sich vorwiegend mit der archaischen und hellenistischen griechischen Dichtung sowie mit der griechischen Literatur der Kaiserzeit. Besondere Forschungsschwerpunkte sind die hellenistische Dichtung und ihre Wirkung auf die römische Literatur, der antike Roman, die frühgriechische Lyrik und die Rezeption der Antike in der europäischen Dichtung der Neuzeit. Dabei bezieht Bernsdorff stets auch papyrologische Zeugnisse in seine Untersuchungen ein. Seine Habilitationsschrift, die er in zwei Teilen veröffentlichte, enthielt eine kritische Edition mit Kommentar des Fragmentum bucolicum Vindobonense, eines anonymen bukolischen Gedichts aus der Papyrussammlung und Papyrusmuseum Wien (P. Vindob. Rainer 29801). Zurzeit bereitet Bernsdorff für Oxford University Press einen Kommentar zum 24. Gedicht des Theokrit (Herakliskos) vor.

## Schriften (Auswahl)
- Zur Rolle des Aussehens im homerischen Menschenbild. Göttingen 1992 (Hypomnemata 97; Dissertation)
- Das Fragmentum bucolicum Vindobonense (P. Vindob. Rainer 29801). Einleitung, Text und Kommentar. Göttingen 1999 (Hypomnemata 123; Teil der Habilitationsschrift)
- Kunstwerke und Verwandlungen. Vier Studien zu ihrer Darstellung im Werk Ovids. Frankfurt am Main 2000 (Studien zur Klassischen Philologie 117)
- Die Darstellung von Hirten in der nicht-bukolischen Dichtung des Hellenismus. Stuttgart 2001 (Palingenesia 72; Teil der Habilitationsschrift)
- Eduard Mörike als hellenistischer Dichter – Drei Fallstudien (Paradeigmata 58). Baden-Baden 2020
- Anacreon of Teos: Testimonia and Fragments (zwei Bände). Oxford 2020